# Geranomyia deccanica
Geranomyia deccanica is een tweevleugelige uit de familie steltmuggen (Limoniidae). De soort komt voor in het Oriëntaals gebied.